# قائمة جزر بحيرة أرومية
يوجد 100 جزيرة في بحيرة أرومية في محافظة أذربيجان الغربية الإيرانية، هي كما يلي:
1. جزیرة آتش.
2. جزیرة آذر.
3. جزيرة آذین.
4. جزيرة آرام
5. جزيرة آرزو
6. جزيرة آرش
7. جزيرة اردشیر
8. جزيرة اسبیر
9. جزيرة اسبیرك
10. جزيرة اسبیرو
11. جزيرة اش ك
12. جزيرة اشكسر
13. جزيرة اشكو
14. جزيرة أمید
15. جزيرة إیران‌ نجاد
16. جزيرة برد
17. جزيرة بردك
18. جزيرة بردین
19. جزيرة برز
20. جزيرة برزو
21. جزيرة برزین
22. جزيرة بستور
23. جزيرة بن
24. جزيرة بناشك
25. جزيرة بهرام
26. جزيرة بناه
27. جزيرة بنهان
28. جزيرة بیشوا
29. جزيرة تخت
30. جزيرة تختان
31. جزيرة تشبال
32. جزيرة تك
33. جزيرة تنجك
34. جزيرة تنجه
35. جزيرة توس
36. جزيرة تیر
37. جزيرة جودره
38. جزيرة جوزار
39. جزيرة جوین
40. جزيرة تشاكتبه
41. جزيرة تششمه‌ كنار
42. جزيرة خرسك
43. جزيرة دي
44. جزيرة زاغ
45. جزيرة زرتبه
46. جزيرة زركمان
47. جزيرة زركنك
48. جزيرة زیرآبه
49. جزيرة سامانی
50. جزيرة سبید
51. جزيرة سرخ
52. جزيرة سروش
53. جزيرة سریجه
54. جزيرة سنغان
55. جزيرة سنغو
56. جزيرة سهران
57. جزيرة سیاوش
58. جزيرة سیاه‌تبه
59. جزيرة سیاهسنغ
60. جزيرة شاهي
61. جزيرة شاهین
62. جزيرة شبدیز
63. جزيرة شمشیران
64. جزيرة شورتبه
65. جزيرة شوشتبه
66. جزيرة كاكایي بالا
67. جزيرة كاكایي بایین
68. جزيرة كاكایي میانه
69. جزيرة كام
70. جزيرة كامه
71. جزيرة كاوه
72. جزيرة كبودان
73. جزيرة كركس
74. جزيرة كریوه
75. جزيرة كفتشه‌ نوك
76. جزيرة كلسنغ
77. جزيرة كمان
78. جزيرة كنارك
79. جزيرة كوتش كتبه
80. جزيرة غرده
81. جزيرة غرز
82. جزيرة غریوك
83. جزيرة غلغون
84. جزيرة غیو
85. جزيرة ماغ
86. جزيرة مركید
87. جزيرة مشكین
88. جزيرة مهدیس
89. جزيرة مهر
90. جزيرة مهران
91. جزيرة مهرداد
92. جزيرة مهوار
93. جزيرة میانه
94. جزيرة میدان
95. جزيرة ناخدا
96. جزيرة نادید
97. جزيرة ناوی
98. جزيرة ناویان
99. جزيرة نهان
100. جزيرة نهفت